# Dena (Mbe)
Pour les articles homonymes, voir Dena.
Dena est un village de la commune d’arrondissement de Mbe situé dans la région de l'Adamaoua et le département de la Vina au Cameroun. Venant de N’Gaoundéré, DENA  est le 7èmevillage après la falaise de Mbé. Les villages frontaliers sont Syh et Toubaka

## Population
2000 habitants constituent la population de DENA. Il s’agit en majorité des Dourou (Dii), Peuls Toupouri, Matal, Zoulgo. ils sont majoritairement musulmans, chrétiens et animistes.

## Organisation
Le village DENA est organisé autour d’une chefferie traditionnelle de 3èmedegré créée en 1952 à la faveur d’un découpage administratif. Sa majesté ISSA ABBA est depuis 2007 Chef de DENA. 09 chefs ont régné à la tête de la chefferie traditionnelle de DENA. 

## Activités
Les populations de DENA vivent essentiellement de l’agriculture. Elles pratiquent la culture de céréales (mais, mil), des tubercules (Ignames, manioc) des oléagineux (arachides)  et des fruits (pastèques, mangues, etc.) L’élevage des bovins, ovins et de la volaille constitue également une activité majeure des habitants de DENA. Carrière de sable à zinzang

## Personnalités liées à la commune
- Majesté ISSA ABBA : Conseiller régional du commandement traditionnel ; chargé de mission à l’Assemblée Nationale ;
- Colonel SAIDOU ABBA ;
- Abbo LAMOU : Inspecteur de police ;
- ABDOULAYE SOULEMANOU : Chef de service administratif et financier à la délégation régionale du Ministère de l’Habitat et du Développement Urbain
- Feu Colonel ABBA : Ancien Aide de camp du Président de la République ; Chef de la sécurité militaire

## Évènements majeurs
22 décembre, journée des défunts ; 
Levée des couleurs tous les lundi à l’esplanade de la chefferie ;  